# Cornelia Wiedemeyer
Cornelia Wiedemeyer (* 6. August 1961 in Bremen) ist eine ehemalige bremische Politikerin (SPD) und heutige kaufmännische Geschäftsführerin des Leibniz-Instituts für Präventionsforschung und Epidemiologie – BIPS.

## Biografie

### Ausbildung und Beruf
Sie besuchte das Gymnasium und absolvierte von 1979 bis 1981 eine kaufmännische Ausbildung, anschließend arbeitete sie bis 1987 als kaufmännische Angestellte. Von 1987 bis 1991 studierte sie Wirtschaftswissenschaften an der Universität Bremen. Von 1992 bis 1995 war sie  wissenschaftliche Mitarbeiterin am Institut für Konjunktur- und Strukturforschung (IKSF) an der Universität Bremen. Das Beschäftigungsverhältnis als wissenschaftliche Mitarbeiterin ruhte nach § 35 Bremisches Abgeordnetengesetz während ihrer Mitgliedschaft in der Bürgerschaft. Seit 2007 ist Wiedemeyer die Geschäftsführerin des Vereins zur Förderung der wissenschaftlichen Forschung in der Freien Hansestadt Bremen.

### Politik
1991 trat Cornelia Wiedemeyer in die SPD ein. Seither war sie innerhalb ihrer Partei in unterschiedlichen Gremien tätig.
Am 8. Juni 1995 wurde sie Abgeordnete der Bremischen Bürgerschaft. Dort war sie vertreten im Betriebsausschuss Fidatas Bremen, im Betriebsausschuss Performa Nord, im Staatlichen Haushalts- und Finanzausschuss und im Städtischen Haushalts- und Finanzausschuss und war die stellvertretende Vorsitzende der SPD-Bürgerschaftsfraktion bis zu ihrem Ausscheiden nach der Bürgerschaftswahl 2007. Wiedemeyer kandidierte bei den Bundestagswahlen 2002, 2005 und 2009 jeweils auf Platz 2 der Bremer SPD-Landesliste. Da die Bremer SPD jeweils zwei Direktmandate erreichte, blieb ihre Kandidatur ohne Erfolg.

### Weitere Mitgliedschaften
Wiedemeyer ist Vorsitzende des Gröpelinger Marketing e. V. und war bis Mitte 2016 Vorsitzende des Bürgerhaus Oslebshausen e. V.
| Personendaten    | Personendaten                    |
| ---------------- | -------------------------------- |
| NAME             | Wiedemeyer, Cornelia             |
| KURZBESCHREIBUNG | deutsche Politikerin (SPD), MdBB |
| GEBURTSDATUM     | 6. August 1961                   |
| GEBURTSORT       | Bremen                           |